# 卡帕 (伊利諾伊州)
卡帕（英語：Kappa）是位於美國伊利諾伊州伍德福德縣的一個村落。

## 地理
卡帕的座標為40°40′35″N 89°00′34″W / 40.67639°N 89.00944°W，而該地最高點為海拔高度225米（即738英尺）。

## 人口
根據2010年美國人口普查的數據，卡帕的面積為0.93平方千米，當中陸地面積為0.93平方千米，而水域面積為0.00平方千米。當地共有人口227人，而人口密度為每平方千米244人。